# Pennisetum domingense
Pennisetum domingense là một loài thực vật có hoa trong họ Hòa thảo. Loài này được (Spreng.) Spreng. mô tả khoa học đầu tiên năm 1824.